# Nikola Grahovac
Nikola Grahovac (Čakovec, 14 de diciembre de 1998) es un jugador de balonmano croata que juega de pívot en el Telekom Veszprém. Es internacional con la selección de balonmano de Croacia.
Su primer campeonato con la selección fue el Campeonato Europeo de Balonmano Masculino de 2022. Posteriormente, disputó los Juegos Olímpicos de París 2024 con Croacia.

## Palmarés

### RK Zagreb
- Liga de Croacia de balonmano (3): 2021, 2022, 2023
- Copa de Croacia de balonmano (3): 2021, 2022, 2023

### Veszprém
- Campeonato Mundial de Clubes de Balonmano (1): 2024

## Clubes
| Club                     | País     | Año       |
| ------------------------ | -------- | --------- |
| RK Dubrava               | Croacia  | 2017-2020 |
| RK Zagreb                | Croacia  | 2020-2023 |
| HBW Balingen-Weilstetten | Alemania | 2023-2024 |
| Telekom Veszprém         | Hungría  | 2024-Act. |